# Miho Wada
Miho Wada (* 1979 in Tokio) ist eine in Japan geborene neuseeländische Jazz- und Fusion-Flötistin. Sie spielt auch Klavier, Saxophon, singt und komponiert.

## Leben
Miho Wada wuchs in Miyazaki auf und zog nach Neuseeland, wo sie an der University of Canterbury und am Trinity College of Music in London Querflöte studierte. Während ihres Studiums in London trat sie im Jazz-Duo mit dem Gitarristen Noel Billingsley auf (Florestar). Danach war sie kurze Zeit als klassische Flötistin im Nationalen Orchester von Malta, wandte sich dann aber anderen Musikfeldern zu, insbesondere Jazz, Pop, Salsa und andere Latin Music, Ska und Weltmusik. Sie spielte im Ronnie Scott’s Jazz Club, wo sie Nigel Kennedy traf, mit dem sie in Großbritannien in Jazz Trio-Konzerten spielte. 2008 ging sie nach Kuba, um in Havana und anderen Orten die Son Cubano Musik zu studieren (bei Mitgliedern des Buena Vista Social Club, Sierra Maestra, Kotumba und Sones de Oriente). 2009 spielte sie mit Iggy Pop (ihr Musikvideo von The Passenger gewann Preise in Cannes) und mit Jarvis Cocker und tourte mit Ska Cubano auf der WOMAD Welt-Tournee (und ging dabei bei dem Saxophonisten Seun Kuti in die Lehre und spielte danach auch Saxophon). Danach gründete sie in Auckland ein Quartett (mit Bass, Schlagzeug, Gitarre), mit dem sie japanischen Punk Jazz spielt (wie sie es selbst bezeichnet): J-Pop mit englisch-japanischen Punk-Texten und Einflüssen von Jazz und kubanischer Musik. Sie stilisiert sich dabei als Jazz Flute Ninja.
2010/11 tourte sie mit der Ska-Punkrock-Band The Shit Fight (mit der sie auch aufnahm, Album Morning After), konzentrierte sich auf Komposition und gründete Ende 2011 ihr eigenes Miho’s Jazz Orchestra. 2013 erschien Exit 621.
2011 veröffentlichte sie ihre Jazz-EP Para Ti (for you) und 2012 ihr Album Wanderland.
Sie tritt regelmäßig auf Jazzfestivals in ihrem Heimatland Neuseeland und im übrigen pazifischen Raum auf.